# Кайндль, Антон
Антон Кайндль (нем. Anton Kaindl; 14 июля 1902, Мюнхен, Германская империя — 31 августа 1948, Воркута, СССР) — нацистский военный преступник, последний комендант концлагеря Заксенхаузен, штандартенфюрер СС.

## Биография
Антон Кайндль родился 14 июля 1902 года в католической семье в Мюнхене. Его отец был курьером. В 1916 году окончил народную школу, после чего получал коммерческое образование в оптовой компании. По завершении обучения работал там в качестве продавца.
В конце мая 1920 года поступил на службу в Рейхсвер, которую окончил 1 мая 1932 года в звании обер-фельдфебеля. В ноябре 1924 года был назначен счетоводом. В 1926 и 1927 году получил возможность посещать военно-ремесленную школу экономики и управления, после успешного окончания который был устроен в хозяйственно-счетный отдел в Мюнхене.
До конца августа 1932 года был служащим сберкассы в Донаувёрте, потом работал в имперском совете по делам молодёжного спорта. В июле 1933 года стал членом Штурмовых отрядов (СА). С начала октября 1933 года был начальником управления при шефе боевой подготовки СА. 1 июля 1935 года был зачислен в ряды СС (№ 241248) и изначально служил в главном хозяйственном управлении СС. В октябре 1936 года был переведён в военно-административный отдел отрядов «Мёртвая голова» при инспекции концентрационных лагерей. 1 мая 1937 году вступил в НСДАП (билет № 4390500).
С начала ноября 1939 года был руководителем административно-хозяйственной части дивизии СС «Мёртвая голова», а с 17 сентября 1941 года возглавлял один из административных отделов Инспекции концлагерей. В марте 1942 года стал руководителем управленческой группы «D» IV Главного административно-хозяйственного управления СС, отвечавшего за поставку одежды для узников концентрационных лагерей.
С 1 сентября 1942 и до конца войны был комендантом концлагеря Заксенхаузен. Кайндль реорганизовал лагерное управление и ввёл нововведения. Он пытался повысить эффективность работы в лагере, стимулирую производительность труда заключённых за счёт премий и других улучшений. С другой стороны, негодных для работы и слабых он считал «бесполезными едоками» и «удалял» из остального коллектива узников, убивая их или оставляя в «щадящих бараках» с минимальным уходом. При Кайндле возникла огромная сеть из более чем 100 филиалов лагеря, в которых заключённые были заняты на принудительных работах для оборонной промышленности. В последние дни войны бежал на север по так называемым Крысиным тропам во Фленсбург.
В мае 1945 году Кайндль попал в британский плен и летом 1946 года выступал в качестве свидетеля на Нюрнбергском процессе. Впоследствии был экстрадирован в советскую зону оккупации Германии. В октябре 1947 года стал главным обвиняемым на процессе советского военного трибунала над сотрудниками концлагеря Заксенхаузен, проходившем в одном из районов Берлина — Панкове. 1 ноября 1947 года был признан виновным в совершении военных преступлений и приговорён к пожизненному заключению и каторжным работам. Изначально заключение отбывал в тюрьме в Альт-Хоэншёнхаузен, но 4 недели спустя был отправлен в ГУЛАГ в Воркуту для работы в угольной шахте. В этом трудовом лагере он умер в конце августа (по другим данным, в июне) 1948 года.